# Адриан
Пу́блий Э́лий Трая́н Адриа́н, более известный как Адриан (лат. Publius Aelius Traianus Hadrianus; 24 января 76, Италика близ современной Севильи, Испания — 10 июля 138, Байи близ Неаполя) — римский император в 117—138 годах. Третий из пяти хороших императоров.
Трибунскую власть получал 22 раза (в 117 дважды: 11 августа и 10 декабря, затем ежегодно 10 декабря). Императором был провозглашён два раза: 11 августа 117 года, а второй раз в 135 году. Консулом был в 108, в 118 и в 119 годах. Полный титул к моменту смерти: Император Цезарь Траян Адриан Август, Великий Понтифик, наделён властью народного трибуна 22 раза, Император 2 раза, Консул 3 раза, Отец Отечества (лат. Imperator Caesar Traianus Hadrianus Augustus, Pontifex Maximus, Tribuniciae potestatis XXII, Imperator II, Consul III, Pater Patriae).
Согласно христианскому преданию, именно император Адриан был инициатором мученической смерти христианских святых Веры, Надежды, Любови и матери их Софьи.

## Происхождение
Родителями Адриана были претор Публий Элий Афр и Домиция Паулина. Его предки по отцу переехали из Адрии (в области Пицен) в Италику (на юге Пиренейского полуострова) во времена Сципиона. Первым из них сенатором стал Элий Маруллин, дед прадеда Адриана, возможно получивший этот сан за поддержку Юлия Цезаря. Наряду с Ульпиями и Траями (или Трахиями), предками Траяна, Элии были одной из богатейших и наиболее влиятельных семей в Бетике. О матери Адриана известно лишь то, что она была родом из Гадеса. Его сестра, которую также звали Домиция Паулина, вышла замуж за Луция Юлия Урса Сервиана. Не вполне ясно, в каком родстве Адриан находился с бывшим императором Траяном. История Августов и Псевдо-Аврелий Виктор называют отца Адриана двоюродным братом Траяна, а Евтропий пишет, что Адриан был сыном его двоюродной сестры. Обычно в историографии отдаётся предпочтение первой версии.

## Ранние годы и карьера
Адриан родился 24 января 76 года в Италике. Предположительно, в возрасте четырёх лет он сопровождал своих родителей в Азию. В десятилетнем возрасте будущий император лишился отца. После этого Адриан воспитывался под опекой двух влиятельных земляков, Марка Ульпия Траяна и Публия Ацилия Аттиана. В 87 или 88 году он начал заниматься у грамматика и уже тогда проявил особенный интерес к греческой литературе, получив прозвище «маленький грек» (лат. Graeculus).
В 90 году он вернулся в Италику, где был причислен к коллегии ювенов. В 93 году Траян отозвал Адриана обратно в Рим. В том же году Адриан стал децемвиром по разрешению тяжб, после чего был назначен префектом латинских ферий, а затем получил пост севира турмы римских всадников. В 94—95 годах он служил трибуном II Вспомогательного легиона. В 96 году Адриан был трибуном V Македонского легиона, в то время находившегося в Нижней Мёзии.
В октябре 97 года Адриан был отправлен в Верхнюю Германию, чтобы сообщить Траяну о его усыновлении Нервой. На какое-то время он остался в этой провинции, заняв должность трибуна XXII Первородного легиона. В конце января 98 года он прибыл в Верхнюю Германию и уведомил Траяна, который тогда находился в Колонии Агриппины (совр. Кёльн), о смерти Нервы. Однако из-за интриг Сервиана, рассказавшего императору о его долгах и тратах, Адриан временно впал в немилость. Но вскоре при помощи Луция Лициния Суры он восстановил благосклонность Траяна, равно как и его супруги, Помпеи Плотины, в ещё большей степени. Пользуясь расположением императорской четы, около 100 года он женился на Вибии Сабине, внучатой племяннице Траяна.

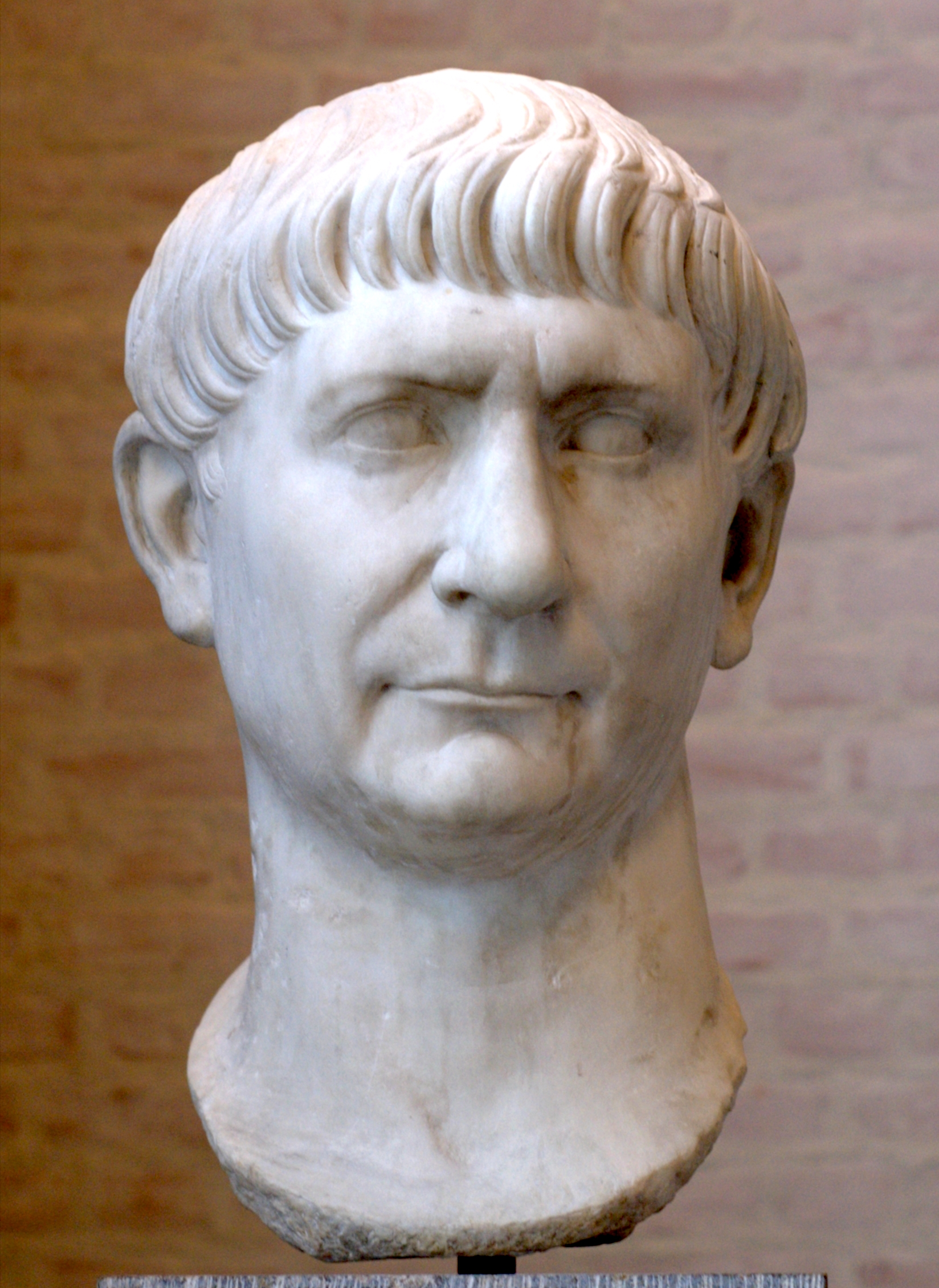
Траян

В 101 году Адриан получил квестуру в качестве кандидата от принцепса. 10 декабря того же года он вступил в должность народного трибуна, занимая этот пост на протяжении следующего года. Он сопровождал Траяна во время Первой Дакийской войны и был дважды награждён за отвагу. В 107 году, будучи легатом-пропретором Верхней Паннонии, Адриан успешно сражался против сарматов и в следующем году он был назначен консулом-суффектом вместе с Требацием Приском. Примерно в то же время он также был зачислен в жреческие коллегии августалов и эпулонов. В 112 году Адриан посетил Афины и там провозглашён архонтом. Через несколько лет он воевал в Армении и Месопотамии, легатом при штабе Траяна, но не совершил ничего выдающегося. Однако когда в 117 году наместник Сирии был отправлен в Дакию улаживать возникшие там беспорядки, Адриан был назначен замещать его, что дало ему независимое командование над войсками.
Траян, тяжело заболевший к тому времени, решил вернуться в Рим, но добрался только до киликийского города Селинунт, где болезнь помешала ему двигаться дальше. За ним ухаживала жена, Плотина, одна из сторонниц Адриана, который был одним из очевидных кандидатов в преемники Траяна, однако не был им формально усыновлён. Умирающий Траян усыновил Адриана, но поскольку документ был подписан Плотиной, предполагают, что Траян к этому моменту был уже мёртв.
Адриан узнал о смерти Траяна 11 августа 117 года, сирийские легионы провозгласили его императором, но он вынужден был на некоторое время задержаться в Сирии, поскольку этого требовала сложившаяся там непростая ситуация.

## Личные качества и внешность
«Интеллектуал, наделённый тонким артистическим вкусом. Последний афинянин и романтик на троне», — характеризовал его историк М. И. Ростовцев.
«История Августов»:
(1) Он был высокого роста, отличался внешним изяществом, завивал с помощью гребня свои волосы, отпустил бороду, чтобы скрыть природные недостатки лица, имел крепкое телосложение. (2) Он очень много ездил верхом и ходил пешком, всегда проделывал упражнения с оружием и копьём. (3) На охоте он очень часто собственноручно убивал львов. На охоте же он сломал себе ключицу и ребро.
Адриан был первым римским императором, отпустившим бороду, чтобы скрыть шрамы и бородавки на лице. До этого римляне брились несколько сот лет, со времён Сципиона Африканского.

## Правление

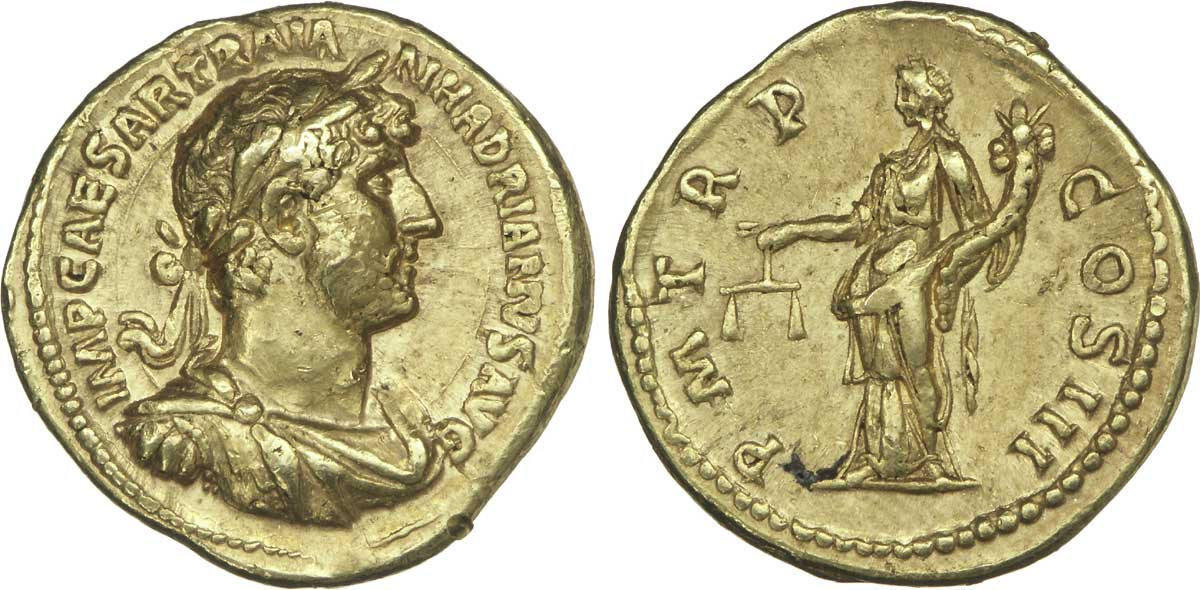
Адриан

Политика Адриана сильно отличалась от завоевательных принципов, которые проводил Траян. Прежде всего Адриан отказался от Ассирии и Месопотамии, вернув их парфянам. Армения тоже вышла из состава провинций и считалась только протекторатом Рима. Решив все проблемы на Востоке, император осенью 117 года покинул Антиохию. Но он направился не в Рим, а в низовья Дуная, где требовалось обуздать притязания роксолан, которые нарушали границы Дакии. Сюда прибыли гонцы из столицы с сообщением, что в Италии был раскрыт заговор, возглавляемый Луцием Квиетом и соратниками Траяна. Вскоре сам Квиет был казнён. Но опасения, что Адриан будет править в духе Нерона или Калигулы, не оправдались. Адриан появился в Риме летом 118 года. Его встретили с большой помпой. Кроме традиционных великолепных зрелищ, устроили и посмертный въезд Траяну, чья статуя стояла на колеснице.

### Путешествия
В столице Адриан пробыл три года. После этого он отправился в первое путешествие — в Галлию и в провинции по верхнему Рейну и Дунаю. В треугольнике между этими реками император укрепил систему фортификаций. На следующий год он отправился в Британию, где начались работы по возведению Вала Адриана. В 122 году император вернулся в Галлию. На юге в Немаусе он воздвиг храм в честь императрицы Помпеи Плотины, которая незадолго до этого скончалась. Зиму 122/123 годов Адриан провёл в Испании, откуда отправился в Африку, в Мавританию. Там ему пришло известие о грозившей Риму войне с Парфией и он поспешил явиться к месту событий. Адриан сумел разрядить обстановку путём переговоров, но там он оставался до 124 года. Он посетил Антиохию и Пальмиру. В 124 году император объездил балканские провинции Рима. Им был заложен город Адрианополь во Фракии. Зимой 124/125 годов Адриан решил провести время в Афинах. В следующем году он принял посвящение в Элевсинские мистерии. В Италию Адриан вернулся через Сицилию, где он совершил восхождение на вулкан Этну, откуда любовался заходом солнца. В Риме император пробыл до лета 128 года, а потом снова отправился в Африку. В Нумидии он проинспектировал военный лагерь и наблюдал за учениями пехоты и конницы. Потом через Малую Азию отправился в Сирию, где совершил восхождение на гору Кассий, откуда опять же любовался заходом солнца. В 130 году Адриан посетил Иерусалим, который лежал в развалинах с 70 года. Адриан принял решение возвести на этом месте город под названием Colonia Aelia Capitolina, а на месте храма Соломона возвести храм в честь Юпитера Капитолийского. Потом путь императора лежал в Египет, где в Ниле утонул его любимец Антиной. 21 ноября 130 года Адриан посетил памятник поющего Мемнона. Обратный путь пролегал через Сирию и Малую Азию. А когда Адриан собирался из Афин отправиться в Рим, ему пришла весть о новом восстании иудеев, которое было подавлено с огромным трудом.

### Строительство
Основное внимание новый император отдавал экономическому развитию провинций. По всей стране строились театры, библиотеки, города украшались множеством статуй. В Риме сооружён Пантеон, мавзолей Адриана (ныне называемый замком Святого Ангела), Храм Венеры и Ромы, в Тибуре (ныне Тиволи) построена знаменитая вилла, проведён канал от Стимфало в Коринф. Адриан высоко ценил греческую культуру, поощряя искусства, поэзию, философию. Император украсил свой любимый город Афины многими великолепными зданиями, среди которых, например, храм Зевса Олимпийского. Он также заботился и об укреплении северо-западных границ Германии и Британии, где воздвиг так называемый Адрианов вал (в 122 году) и улучшил войска. В Италии Адриан завершил начатый Клавдием проект осушения Фуцинского озера. Он создал совет при своей особе. Италию разделил на 4 части с четырьмя императорскими консулами, на государственные должности назначал только римлян.
Последним крупным мероприятием Адриана стала кодификация римского права, проведённая совместно с юристом Сальвием Юлианом. В 138 году император сильно заболел, страдая от болезни, он принял сильную дозу лекарства и умер в Байях 10 июля 138 года, оставив наследником усыновлённого им Антонина Пия. Перед смертью написал себе эпитафию:

Трепетная душа, нежная странница 

Гость и друг в человеческом теле, 

Где ты сейчас скитаешься, 

Ослабленная, продрогшая, беззащитная, 

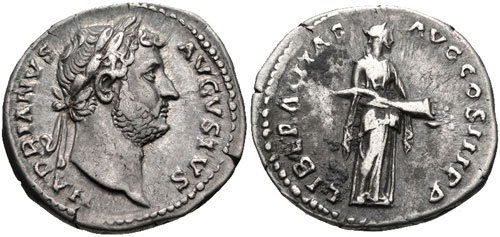
Изображение Адриана на монете

Неспособная играть, как прежде? 

### Состояние армии
При Адриане была построена мощная система оборонительных укреплений. Наиболее известным стал Вал Адриана в Британии, протяжённостью 117 км. Особенное внимание также было уделено рейнской и дунайской границам. Было построено множество крепостей, сторожевых башен, размещены лагеря, соединённые стенами и дорогами, по которым в случае вторжения варваров могли быстро подойти подкрепления. Со стороны варварской территории был проложен ров и дорога, со стороны римской — дорога.
В такой ситуации часть легионов все больше закреплялась на границах, становилась менее подвижной. При Адриане в легионы стали принимать местных жителей провинций, ещё вчера считавшихся варварами, кроме того появилось новое лёгкое подразделение, состоявшее из местного ополчения — нумеры, вооружённое своим оружием. Доля выходцев из Италии в армии сократилась.
В целом в это время римская армия внушала страх варварам, они не решались нарушить границу, а правление Адриана прошло спокойно, за исключением небольших пограничных конфликтов. Главной же военной кампанией Адриана стало подавление иудейского восстания 131—135 годов. К восставшим в Палестине примкнули соплеменники из Египта и Ливии. Долгое время римская армия не могла добиться успеха, восставшие захватили Иерусалим, укрепили множество крепостей и холмов. На подавление восстания из Британии был направлен лучший полководец того времени Секст Юлий Север. Избегая крупных сражений, Север окружал и уничтожал измором одну крепость за другой. В итоге Иерусалим был захвачен и разрушен, а предводитель восставших Бар Кохба погиб. Только в боях погибло 580 тысяч евреев, захвачено 985 деревень и 50 крепостей. Адриан не стал принимать от сената триумф, зато принял от армии второй раз титул императора. После этого восстания крупных выступлений в Палестине больше не было. Евреи империи были обложены ещё большими податями.

## Личная жизнь

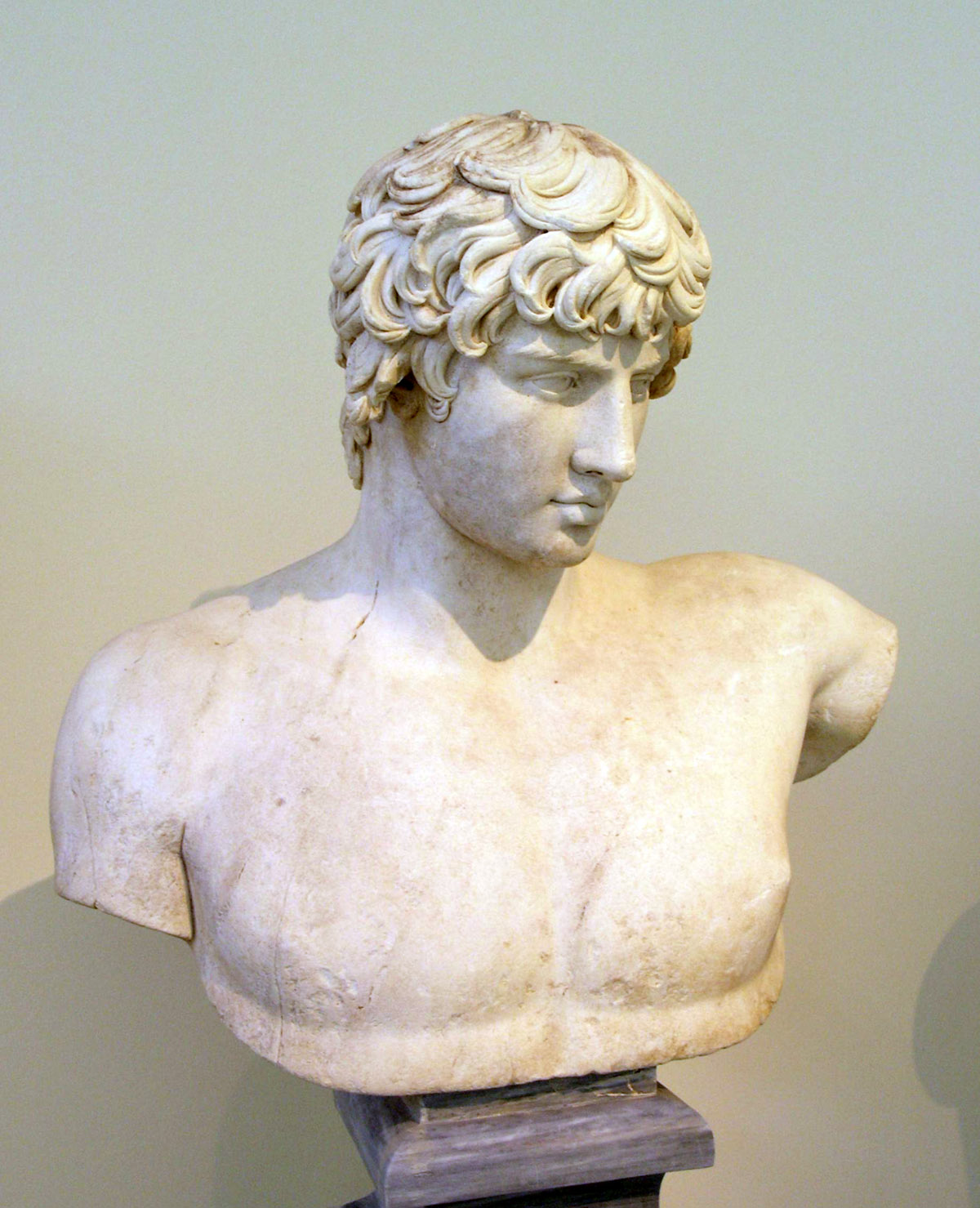
Бюст Антиноя, Национальный музей, Афины

У Адриана не было своих детей. Самой большой любовью Адриана стал юноша Антиной. Адриан познакомился с Антиноем в 124 году, когда следовал по провинции Вифиния на северо-востоке Малой Азии. С 128 года юноша неотступно находился при императоре. В 130 году, когда они находились в Египте, Антиной утонул в Ниле. Обстоятельства трагедии были загадочны и дали почву для многих слухов. Доподлинно известно, что горе Адриана было безутешно, и он приказал жрецам обожествить Антиноя.
На месте гибели своего фаворита Адриан основал город Антинополь (Антинойполис), где каждый год проводились игры в честь молодого бога. Культ Антиноя распространился по всей империи; он был последним богом античного мира, заслужившим много проклятий от ранних христиан. Бесчисленные статуи отобразили его чувственную, меланхоличную красоту — до нашего времени сохранилось около пяти тысяч таких статуй, которые император воздвиг в честь своего любимца во многих городах, было выполнено также множество его скульптурных портретов. Масштабы увековечивания его памяти были исключительными — до нас дошло больше изображений Антиноя, чем многих других знаменитых и гораздо более выдающихся римлян. Придворные астрономы выделили на небе созвездие Антиной, упоминавшееся вплоть до XIX века, но ныне отменённое.

## Адриан в литературе
Среди многочисленных литературных произведений, связанных с Адрианом, — роман бельгийско-французской писательницы Маргерит Юрсенар «Записки Адриана» («Воспоминания Адриана») (фр. Mémoires d'Hadrien), написанный от лица императора, и роман выдающегося немецкого египтолога Георга Эберса «Император» (1881) (нем. Der Kaiser), описывающий посещение Адрианом Египта и одну из версий гибели Антиноя.
Наиболее часто из императоров Адриан упоминается в SEHRE М. И. Ростовцева.